# Forêts de conifères subalpines des monts Hengduan
Localisation
Les forêts de conifères subalpines des monts Hengduan forment une écorégion terrestre définie par le Fonds mondial pour la nature (WWF), qui appartient au biome des forêts de conifères tempérées de l'écozone paléarctique. Les monts Hengduan sont un complexe de crêtes et de vallées qui sectionne perpendiculairement la chaîne himalayenne entre le plateau du Yunnan et l'Est du Tibet.